# マリエッタ (ジョージア州)
マリエッタ（Marietta）は、アメリカ合衆国ジョージア州の都市。コブ郡の郡庁所在地である。人口は6万0972人（2020年）で郡内最大である。アトランタの北西30キロメートルに位置している。マリエッタとケネソーの境界にあるケネソー山（550m）は、アトランタ都市圏の最高峰である。

## 歴史
鉄道駅を中心に発展した町である。綿花の栽培が盛んで、綿織物の生産は町の住人に大きな富をもたらした。また、ケネソー山は景勝地として知られており、マリエッタのホテルは観光客で賑わった。
1861年に始まった南北戦争では南軍の防衛拠点となっていたため、北軍に攻略され多くの建物が破壊された。

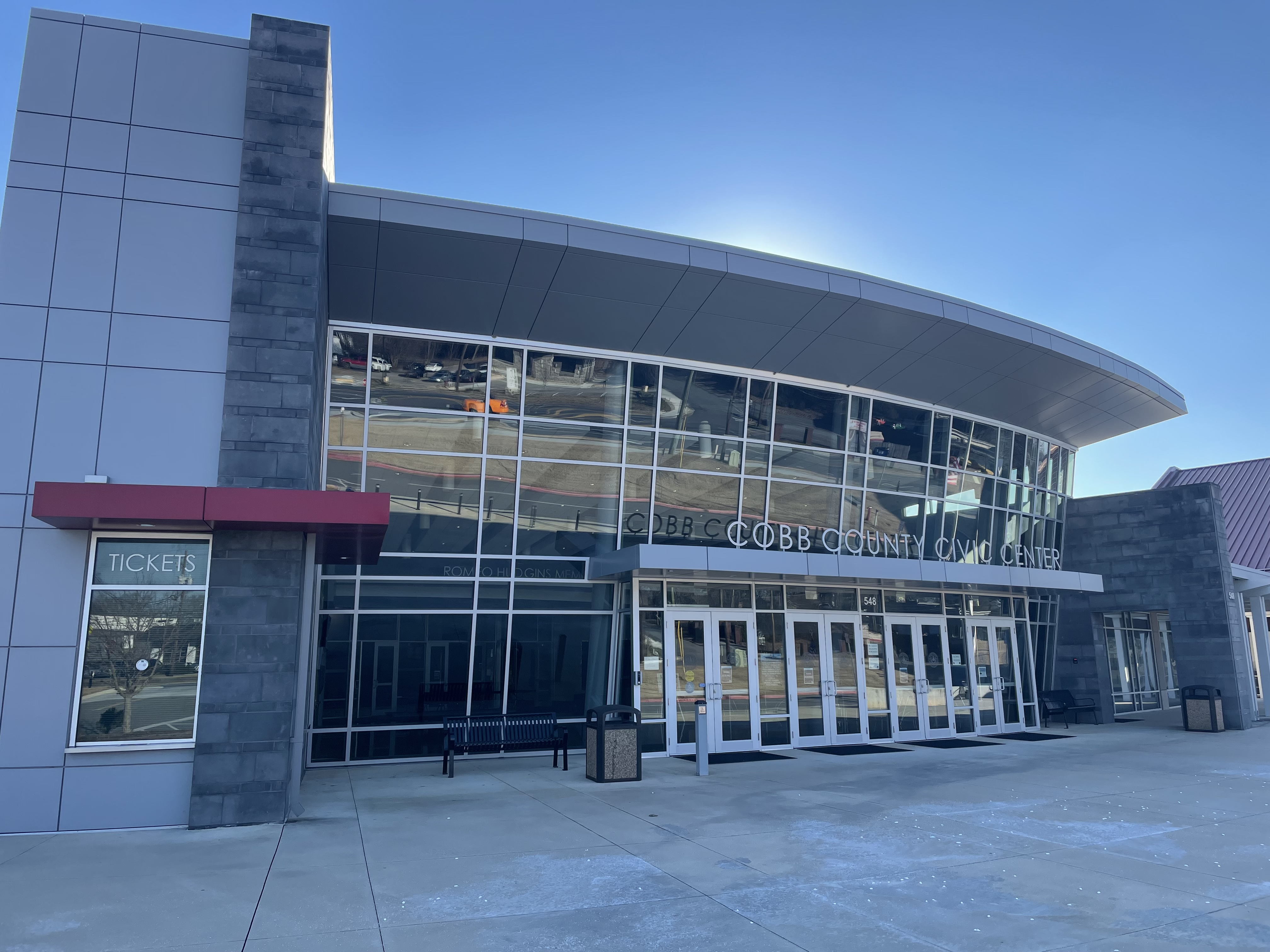
コブ郡 シビックセンター

今日、鉄道の旅客輸送は行われていない。